# Bosc-Bénard-Commin
Bosc-Bénard-Commin foi uma antiga comuna francesa na região administrativa da Normandia, no departamento de Eure. Estendia-se por uma área de 4,19 km². Em 2010 a comuna tinha 313 habitantes (densidade: 74,7 hab./km²).
Em 1 de janeiro de 2016, passou a formar parte da nova comuna de Grand Bourgtheroulde.